# Acanthistius serratus
Acanthistius serratus är en fiskart som först beskrevs av Cuvier 1828.  Acanthistius serratus ingår i släktet Acanthistius och familjen havsabborrfiskar. Inga underarter finns listade i Catalogue of Life.